# Dwarslaesie

Dermatomen: huidgebieden behorende bij een ruggenmergsegment

Een dwarslaesie is een onderbreking van de zenuwen in de rug, waardoor iemand in meer of mindere mate verlamd raakt.

## Definitie
Een dwarslaesie is een onderbreking van de zenuwbanen die in het ruggenmerg lopen. Hierdoor ontstaat uitval van de zenuwen die onder het niveau van de onderbreking vanuit het ruggenmerg ontspringen. Het gevolg zou bijvoorbeeld verlamming van benen kunnen zijn, bij hogere letsels ook van de armen of zelfs van de ademhalingsspieren. Als ook het autonome zenuwstelsel beschadigd is, kunnen ook effecten als incontinentie optreden. Een dwarslaesie is een zeer ernstig letsel dat over het algemeen niet zal genezen. Afhankelijk van op welke hoogte in het ruggenmerg het letsel zich voordoet, vallen er bepaalde lichaamsfuncties uit. Incontinentie kan het gevolg zijn en ook het gevoel in de getroffen ledematen gaat vaak (deels) verloren. De beschadiging kan ontstaan door een trauma van buitenaf of door een oorzaak van binnenuit.

## Compleet en incompleet
- Bij een complete dwarslaesie zijn de zenuwen geheel onderbroken en is er geen functioneren en gevoel meer vanaf dat punt. Dit zal nooit meer genezen.
- Bij een incomplete dwarslaesie zijn de zenuwen niet allemaal geheel onderbroken of zijn de zenuwen licht beschadigd. Bij een incomplete dwarslaesie is enig herstel mogelijk, hoewel er altijd schade zal blijven bestaan en er kans is dat het herwonnen functioneren weer verloren gaat. Deze schade is niet overdraagbaar.

## Aard van de uitval
Bij een dwarslaesie hangt het van de plaats van de beschadiging af wat de omvang van de uitval is. Tot en met de twaalfde borstwervel wordt gesproken van een hoge laesie (meer uitval) en vanaf de eerste lendenwervel duidt men het trauma aan als een lage laesie (geringere uitval).

### Tetra- of quadriplegie
Bij een tetra- of quadriplegie is er sprake van een volledige verlamming van het lichaam vanaf de nek naar beneden. Hierbij is dus geen functioneren en gevoel meer van alle vier de ledematen.
Dit komt voor bij een hoge laesie. Bij een tetraplegie is er vaak een beschadiging ergens in de zenuwen tussen de tweede nekwervel en de achtste borstwervel.

### Paraplegie
Bij een paraplegie is er sprake van volledige verlamming van de benen, inclusief het bijbehorende gedeelte van de romp. Dit komt voor bij zowel een lage als een hoge laesie. Bij een paraplegie zijn de zenuwen ergens tussen de zevende borstwervel en de vijfde lendenwervel beschadigd.

## Behandeling
Als er sprake is van een breuk in de wervels dan worden deze operatief vastgezet. Daarna volgt er voor de persoon met een dwarslaesie een periode waarin een korset, halskraag of een speciaal vest gedragen moet worden zodat de breuk goed kan genezen. Vanwege de bewegingsbeperking door de verlamming is een hoofddoel in dit stadium dat decubitus (doorligplekken) worden voorkomen en behandeld. Zodra de breuk is genezen, kan de revalidatie beginnen.
Patiënten met een cervicale dwarslaesie kunnen worden behandeld met peestransposities om extensie van de elleboog en pols en het grijpen met en openen van de hand weer mogelijk te maken. Er is ook een operatietechniek waarbij een functionerende motorische zenuwtak wordt verplaatst en aangesloten op een door de dwarslaesie verlamde spier of spiergroep, een zogenoemde zenuwtransfer.

### Revalidatie
In het begin van de revalidatie wordt meestal gewerkt aan een goede zithouding. Zodra de persoon met een dwarslaesie goed zit wordt er gewerkt aan spierkracht in de ledematen die nog goed functioneren en het soepel houden van de verlamde ledematen. Zodra er voldoende spierkracht is opgebouwd gaat men verder met het oefenen van activiteiten die voor mensen zonder beperking vanzelfsprekend zijn, zoals wassen en aankleden. Ook wordt er in dit stadium rolstoel-vaardigheden zoals het maken van transfers van rolstoel naar bed en het zich voortbewegen aangeleerd. Een belangrijk onderdeel van de revalidatie is de begeleiding naar weer thuis gaan wonen. Tijdens de gehele revalidatie wordt stilgestaan bij de psychologische processen die het hebben van een dwarslaesie voor de persoon met zich meebrengt.

### Sport
Het is belangrijk dat een persoon met een dwarslaesie veel beweegt. Dit om overgewicht te voorkomen; overgewicht komt vaak voor bij mensen met dwarslaesie die rolstoelafhankelijk zijn. Voor personen met een dwarslaesie is het raadzaam om duursport te beoefenen. Sporten kan bij een dwarslaesie een positieve rol spelen bij de acceptatie van de handicap en het herwinnen van een plaats in de maatschappij. Soms is het voor mensen met een hoge laesie niet mogelijk om te sporten, zij zijn meer aangewezen op bewegen met behulp van een fysiotherapeut.

## Films
- In de film Extreme Measures uit 1996 is een arts (gespeeld door Gene Hackman) via illegale methoden op zoek naar een geneeswijze voor dwarslaesies.
- In de film The Bone Collector uit 1999 loopt forensisch specialist Lincoln Rhyme (Denzel Washington) een hoge dwarslaesie op en wordt agente Amelia Donaghy (Angelina Jolie) zijn oren en ogen in het veld.
- In de film Million Dollar Baby uit 2004 loopt Maggie Fitzgerald (gespeeld door Hilary Swank) een dwarslaesie op.
- Een van de hoofdpersonages van de film Intouchables uit 2011 is bij een parapentevlucht van kin tot teen verlamd geraakt.
- In Me Before You (2016) speelt hoofdrolspeler Sam Claflin een gewezen bankier die verlamd is geraakt bij een verkeersongeval.
- In de televisieserie SpangaS  (2019) is schoolgenoot Joris Jard Struik nieuw op school en is de school niet rolstoeltoegankelijk.
- In de film Strijder (2022) krijgt Dylan (Mike Cillekens) na een aanrijding een dwarslaesie en kan niet meer voetballen.